# 20618 Денібатлер
20618 Денібатлер (20618 Daniebutler) — астероїд головного поясу, відкритий 29 вересня 1999 року.
Тіссеранів параметр щодо Юпітера — 3,464.